# Mayuko Kawakita
Pour les articles homonymes, voir Kawakita.
Mayuko Kawakita (河北 麻友子, Kawakita Mayuko), née le 28 novembre 1991 à Manhattan (États-Unis), est une actrice et mannequin nippo-américaine,.
Elle est connue pour son rôle de Rena dans Fashion Story: Model (en), ainsi que pour les émissions de variétés Hirunandesu! de Nippon Television et Sekai no Hatemade Itte Q! (ja).

## Biographie
Mayuko Kawakita est la gagnante 2003 du Japan Bishōjo Contest, un concours de beauté organisé par Oscar Promotion.

## Filmographie partielle

### Télévision
- 2008 : Gakkō ja Oshierarenai!  (épisode 2, NTV)
- 2009 : Le Chien d'Orthros (Orthros no Inu) : Shiho Aoi[7]
- 2011 : Don Quixote (en) : Eri[8]
- 2012 : Sprout : Kiyoka Taniyama[9]
- 2013 : Yae no sakura : Umeko Tsuda[10] (épisodes 43 et 44, NHK)
- 2016 : Shiratori Reiko de Gozaimasu! : Reiko Shiratori[11]
- 2021 : Who is Princess? : elle-même (épisode 8)

### Webdrames
- 2015 : Atelier : Yuri Kōno[12]

### Au cinéma
- 2009 : Hitori Kakurenbo Gekijōban : Ritsuko Uno[13]
- 2009 : Professeur Layton et la Diva éternelle : annonce publique[14]
- 2012 : Fashion Story: Model (en) : Rena[3]
- 2013 : Kū no Kyōkai : Yūko Sawamura[15]
- 2013 : Taka no Tsume Go: Utsukushiki Elleair Shōshū Plus : Okitemasu Yorunī[16]
- 2014 : Kumiko, the Treasure Hunter : Kanazaki[17]
- 2016 : Shiratori Reiko de Gozaimasu! : Reiko Shiratori[18]
- 2019 : Détective Conan : Le Poing de saphir bleu : Rechel Cheong (voix)

## Récompenses et distinctions
- (en) Mayuko Kawakita : Awards, sur l'Internet Movie Database